# De-Dion-Bouton-Quadricycle

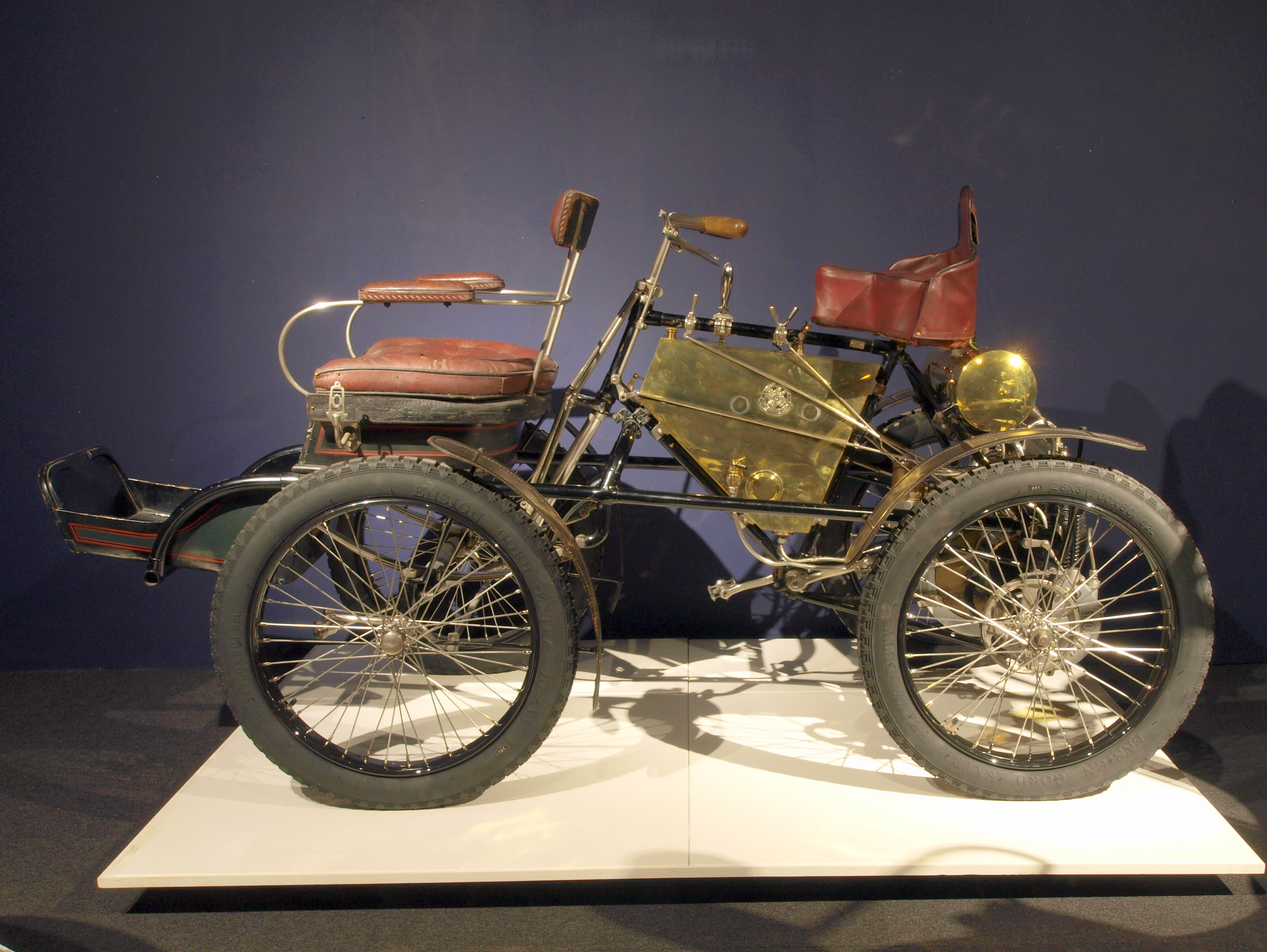
Quadricycle von 1900 im Louwman Museum in Den Haag. Es ist eine späte Ausführung mit 2,75-PS-Motor, wassergekühltem Zylinderkopf und Benzintank im Rahmendreieck

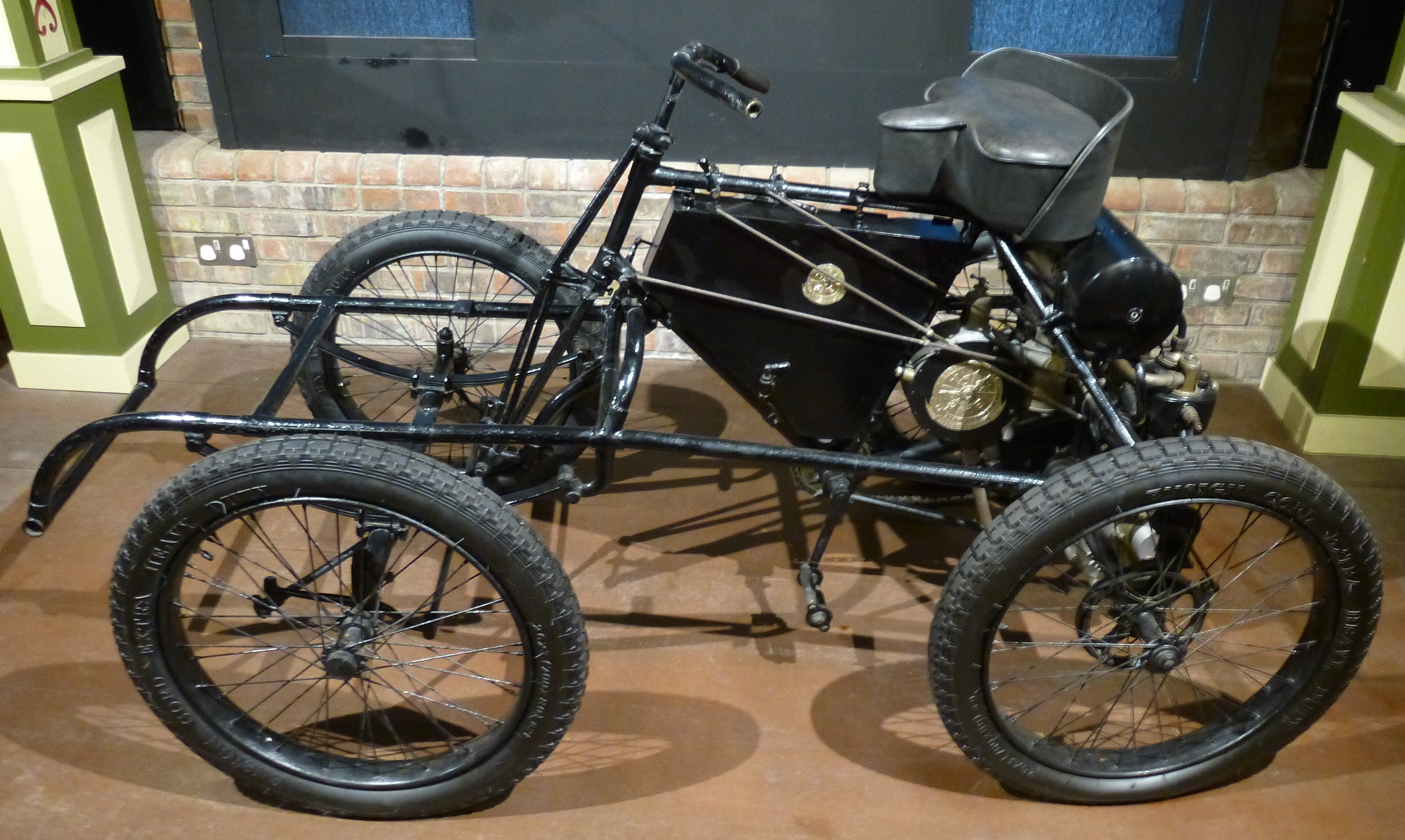
Ausstellungsstück ohne Vordersitz. Schräges Unterrohr und die Längsrohre bis zur Hinterachse sind erkennbar

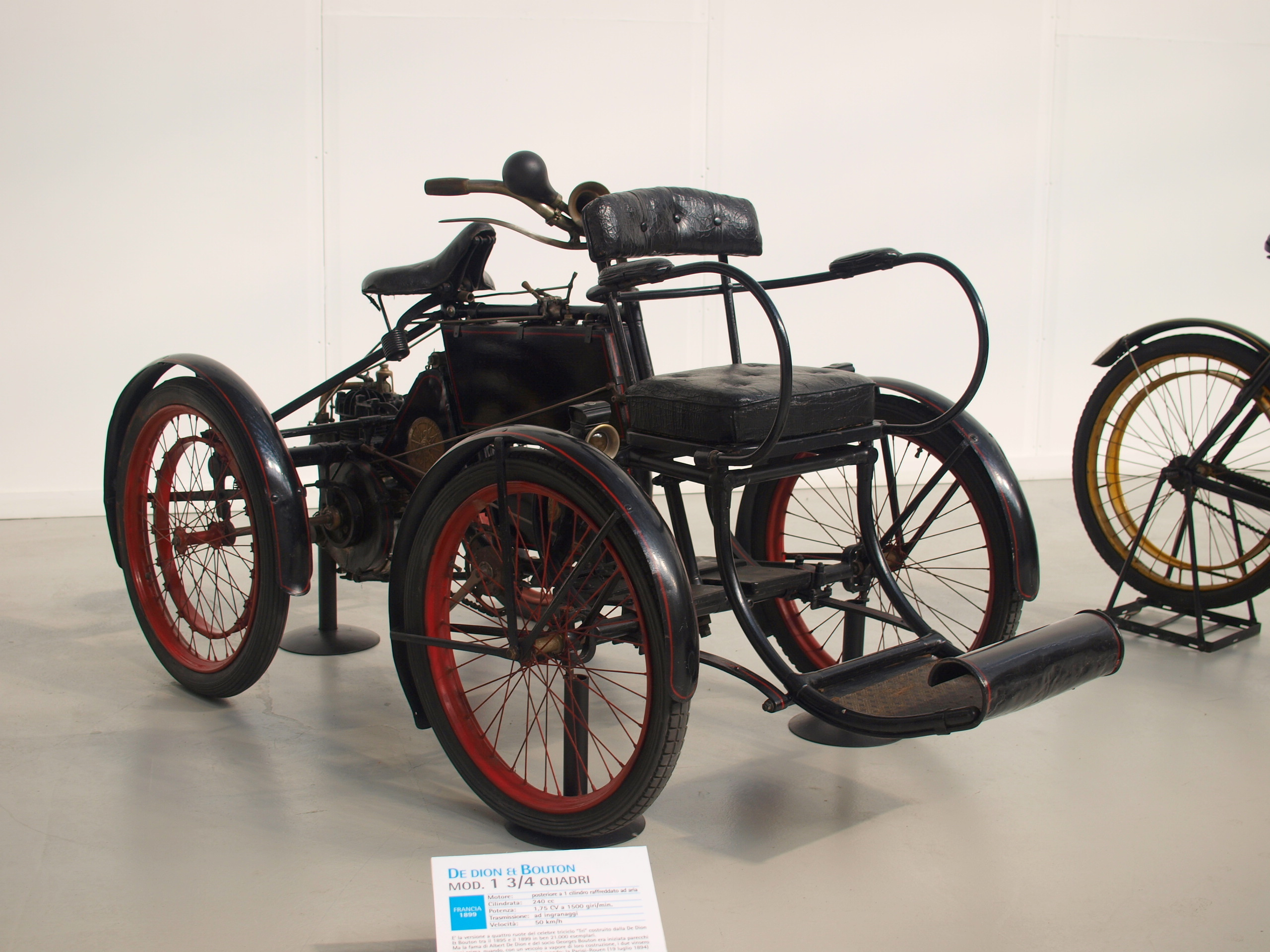
Für dieses Fahrzeug ist ein Motor mit 1,75 PS angegeben

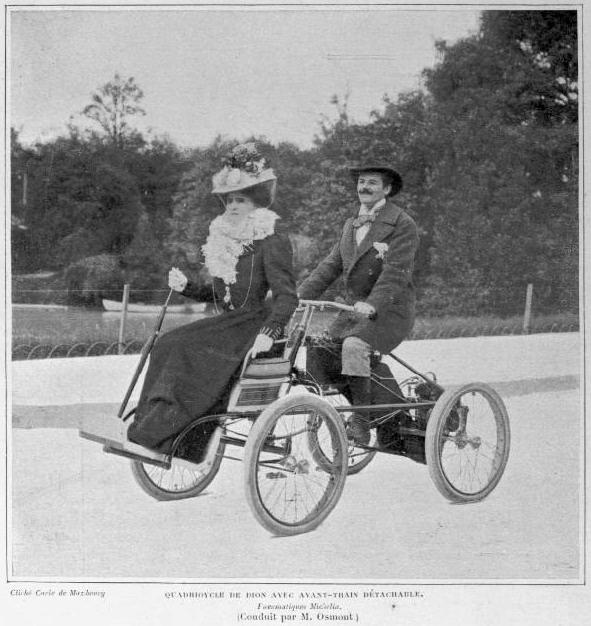
Auf einem Foto von 1898 mit zwei Personen besetzt

Das De-Dion-Bouton-Quadricycle ist ein Pkw-Modell aus der Zeit um 1900. Hersteller war De Dion-Bouton aus Frankreich.

## Vorgeschichte
Basis ist das De-Dion-Bouton-Motordreirad. Dieses 1895 vorgestellte Gefährt mit einem einzelnen Vorderrad, einem kleinen De-Dion-Bouton-Einzylindermotor im Heck und Heckantrieb bietet aber nur Platz für eine Person. Kundenwünsche nach Platz für eine zweite Person oder für Gepäck führten zu verschiedenen Entwicklungen, auch seitens des Zubehörhandels. Eine Gepäckbrücke über dem Vorderrad erschwerte das Lenken, über den Hinterrädern veränderte es die Balance des ohnehin schon hecklastigen Dreirads. E. Chenard experimentierte mit einem Passagiersitz oberhalb des Vorderrades, was sich als unkomfortabel, schlecht lenkbar und instabil erwies. M. Sules Noiray entwarf einen Einspuranhänger mit einem Fahrradrahmen, einem Hinterrad und dem Sitz weit oben auf dem Sattelrohr. Solche Konstruktionen gab es auch fest installiert, sodass Dreispur-Vierradfahrzeuge entstanden, deren Lenkbarkeit unklar ist. P. Dorigny montierte zwei Sättel oberhalb der Hinterräder, was bei Besetzung mit einer Person ebenfalls instabil war.
Verbreitet waren Anhänger mit zwei Rädern an einer Achse. Zwischen den Rädern ist wahlweise eine offene oder geschlossene Ladefläche oder ein Sitz für eine Person. Ein Nachteil für den Passagier ist die Belästigung durch Staub, Schmutz und Abgase. Außerdem stellt das Leergewicht des Anhängers, das etwa dem des Dreirades entspricht, eine erhöhte Beanspruchung für den Motor dar.

## Beschreibung
Eine weit verbreitete Lösung für diese Probleme war die Fahrzeugart Quadricycle. Anstelle des einzelnen Vorderrades ist eine Vorderachse montiert. Zwischen den Vorderrädern ist eine Ladefläche oder ein Sitz, was einen tiefen Schwerpunkt ergibt. Der originale Lenker bleibt erhalten. Lenkbarkeit und Stabilität sind in Ordnung. Das Mehrgewicht ist überschaubar. Bedenken bezüglich der Sicherheit für den vorne sitzenden Passagier waren damals nicht oder kaum vorhanden.
Die gebräuchlichste Variante war ein Vorsteckwagen, oftmals von der Zubehörindustrie angeboten. Dazu wird bei einem bestehenden Motordreirad das Vorderrad entfernt und der Vorsteckwagen montiert. Er besteht aus zwei Rädern, Ladefläche oder Sitz und zwei Rohren, die mit dem Rahmen des Motorfahrzeugs verbunden werden. Erkennbar sind sie daran, dass das schräge Unterrohr vom Steuerrohr zum Tretlager erhalten bleibt.
Einige Fahrzeuge mit dem 1,75-PS-Motor wurden zu Quadricycles umgebaut. Die Ausführung des Motordreirads ab Juni 1899 mit dem 2,25-PS-Motor war stark genug motorisiert. Die Situation besserte sich, als 1900 Motoren mit 2,75 PS erschienen. In dem Jahr stand das Quadricycle von De Dion-Bouton auch offiziell in der Preisliste für das Vereinigte Königreich. Außerdem boten zunächst die Zubehörindustrie und später De Dion-Bouton selbst Schaltung und Getriebe für das Motordreirad an.
Auffallend ist, dass die Bandbremse, die bei den Motordreirädern ab Januar 1898 für das Vorderrad verwendet wurde, auf Fotos nicht erkennbar ist.
Möglicherweise bot De Dion-Bouton auch Komplettfahrzeuge mit speziellem Rahmen an.
Für 1900 sind 119 cm Radstand und 91 cm Spurweite überliefert. 1901 lag der Preis in Frankreich bei 2150 Französischen Franc und damit um 450 Franc über dem des Motordreirades.
Die Bauzeit lässt sich auf etwa 1898 bis etwa 1902 festlegen. Auf dem Pariser Autosalon im Dezember 1902 war noch ein Quadricycle ausgestellt.
Die Baureihe De Dion-Bouton Vis-à-Vis, deren erstes Serienmodell Type D am 25. September 1899 die Typzulassung erhielt, war deutlich geeigneter für den Transport von zwei oder mehr Personen, allerdings auch stärker motorisiert und teurer.